# Земянин, Веслав
Ве́слав Земя́нин (пол. Wiesław Ziemianin; род. 7 сентября 1970 года, Рабка-Здруй, Малопольское воеводство) — польский биатлонист.

## Карьера
Земянин начал заниматься биатлоном в 1985 году. Биатлонист представлял спортивный клуб "Закопане". В 1993 году он дебютировал на Чемпионате мира по биатлону в Боровце. В 1997 году Землянин вместе со своими партнерами стал серебряным призёром первенства планеты в командной гонке. Кроме того, за свою карьеру поляк неоднократно становился призёром Чемпионатов Европы в личных гонках и эстафетах.
За свою карьеру Веслав Земянин участвовал на 4 Олимпиадах: в 1994, 1998, 2002 и 2006 гг. Наилучший результат на них поляк показал в Нагано, где он занял 5-е место в эстафете. Помимо этого Земянин участвовал на 14 чемпионатах мира с 1993 по 2007 год.
Наилучший результат в личных гонках на этапах Кубка мира: 4-е место в индивидуальной гонке в словацком Осрблье в сезоне 1999/2000.
В 2009 году спортсмен принял решение завершить свою карьеру.

## Кубки мира
- 1995—1996 — 45-е место
- 1997—1998 — 42-е место
- 1998—1999 — 41-е место
- 1999—2000 — 45-е место
- 2000—2001 — 71-е место
- 2001—2002 — 92-е место
- 2003—2004 — 62-е место
- 2004—2005 — 57-е место
- 2005—2006 — 72-е место